# Aire d'attraction de Troyes
L'aire d'attraction de Troyes est un zonage d'étude défini par l'Insee pour caractériser l’influence de la commune de Troyes sur les communes environnantes. Publiée en octobre 2020, elle se substitue à l'aire urbaine de Troyes, qui comportait 147 communes dans le zonage de 2010.

### Carte

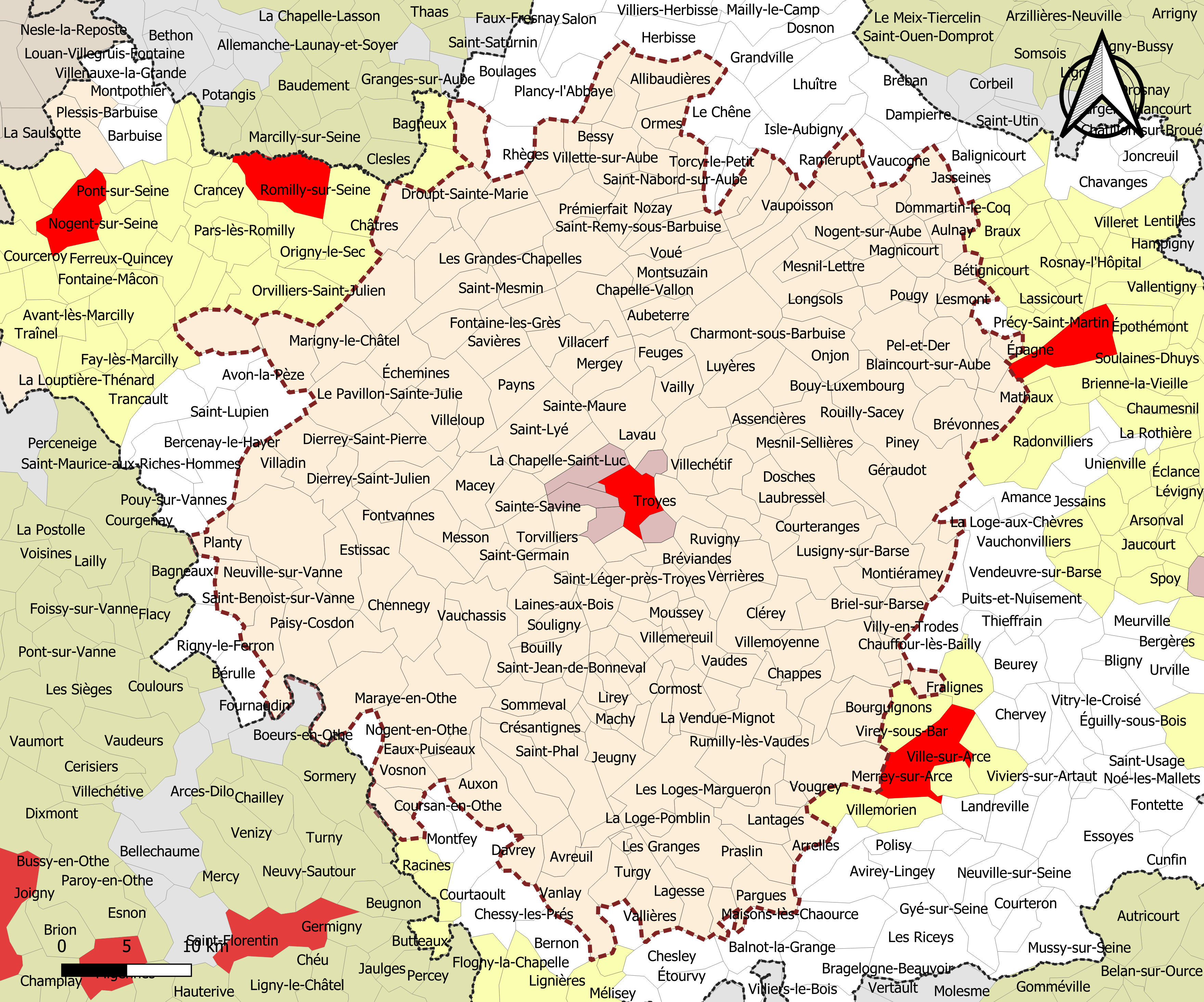
Carte de l'aire d'attraction de Troyes.
Commune-centre
Commune du pôle principal
Commune de la couronne

## Définition
L'aire d'attraction d'une ville est composée d’un pôle, défini à partir de critères de population et d’emploi ainsi que d’une couronne constituée des communes dont au moins 15 % des actifs travaillent dans le pôle. Le pôle d’attraction constitue ainsi un point de convergence des déplacements domicile-travail,.

## Géographie
L’aire d'attraction de Troyes est une aire intra-départementale qui comporte 209 communes dans l'Aube. 

### Composition communale
| Catégorie                  | Département | Communes | Communes |
| Catégorie                  | Département | Nombre   | Libellé |
| -------------------------- | ----------- | -------- | --- |
| Commune-centre             | Aube        | 1        | Troyes. |
| Communes du pôle principal | Aube        | 6        | La Chapelle-Saint-Luc, Les Noës-près-Troyes, Pont-Sainte-Marie, Saint-André-les-Vergers, Saint-Julien-les-Villas, Sainte-Savine. |
| Communes de la couronne    | Aube        | 202      | Aix-Villemaur-Pâlis, Allibaudières, Arcis-sur-Aube, Assenay, Assencières, Aubeterre, Aulnay, Auxon, Val-d'Auzon, Avant-lès-Ramerupt, Avreuil, Barberey-Saint-Sulpice, Bercenay-en-Othe, Bessy, Blaincourt-sur-Aube, Les Bordes-Aumont, Bouilly, Bouranton, Bouy-Luxembourg, Bréviandes, Brévonnes, Briel-sur-Barse, Brillecourt, Bucey-en-Othe, Buchères, Chalette-sur-Voire, Chamoy, Champigny-sur-Aube, Chaource, Chapelle-Vallon, Chappes, Charmont-sous-Barbuise, Châtres, Chauchigny, Chaudrey, Chauffour-lès-Bailly, Chennegy, Clérey, Coclois, Cormost, Coursan-en-Othe, Courtenot, Courteranges, Creney-près-Troyes, Crésantignes, Cussangy, Davrey, Dierrey-Saint-Julien, Dierrey-Saint-Pierre, Dommartin-le-Coq, Dosches, Droupt-Saint-Basle, Droupt-Sainte-Marie, Eaux-Puiseaux, Échemines, Épagne, Estissac, Faux-Villecerf, Fays-la-Chapelle, Feuges, Fontaine-les-Grès, Fontvannes, Fouchères, Fralignes, Fresnoy-le-Château, Géraudot, Les Grandes-Chapelles, Les Granges, Isle-Aumont, Jasseines, Javernant, Jeugny, Jully-sur-Sarce, Lagesse, Laines-aux-Bois, Lantages, Laubressel, Lavau, Lesmont, Lirey, La Loge-aux-Chèvres, La Loge-Pomblin, Les Loges-Margueron, Longeville-sur-Mogne, Longsols, Longueville-sur-Aube, Lusigny-sur-Barse, Luyères, Macey, Machy, Magnicourt, Maisons-lès-Chaource, Maraye-en-Othe, Marigny-le-Châtel, Marolles-lès-Bailly, Mathaux, Maupas, Mergey, Méry-sur-Seine, Mesgrigny, Mesnil-la-Comtesse, Mesnil-Lettre, Mesnil-Saint-Loup, Mesnil-Saint-Père, Mesnil-Sellières, Messon, Metz-Robert, Molins-sur-Aube, Montaulin, Montceaux-lès-Vaudes, Montgueux, Montiéramey, Montigny-les-Monts, Montreuil-sur-Barse, Montsuzain, Morembert, Moussey, Neuville-sur-Vanne, Nogent-sur-Aube, Nozay, Onjon, Ormes, Ortillon, Orvilliers-Saint-Julien, Paisy-Cosdon, Pargues, Le Pavillon-Sainte-Julie, Payns, Pel-et-Der, Piney, Planty, Poligny, Pouan-les-Vallées, Pougy, Praslin, Précy-Notre-Dame, Prémierfait, Prugny, Prunay-Belleville, Ramerupt, Rhèges, Rigny-la-Nonneuse, Rilly-Sainte-Syre, La Rivière-de-Corps, Roncenay, Rosières-près-Troyes, Rouilly-Sacey, Rouilly-Saint-Loup, Rumilly-lès-Vaudes, Ruvigny, Saint-Benoist-sur-Vanne, Saint-Benoît-sur-Seine, Saint-Étienne-sous-Barbuise, Saint-Flavy, Saint-Germain, Saint-Jean-de-Bonneval, Saint-Léger-près-Troyes, Saint-Lyé, Saint-Mards-en-Othe, Sainte-Maure, Saint-Mesmin, Saint-Nabord-sur-Aube, Saint-Parres-aux-Tertres, Saint-Parres-lès-Vaudes, Saint-Phal, Saint-Pouange, Saint-Remy-sous-Barbuise, Saint-Thibault, Savières, Sommeval, Souligny, Thennelières, Torvilliers, Turgy, Vailly, Vallant-Saint-Georges, Vanlay, Vauchassis, Vaudes, Vaupoisson, La Vendue-Mignot, Verricourt, Verrières, Viâpres-le-Petit, Villacerf, Villadin, Villechétif, Villeloup, Villemereuil, Villemoiron-en-Othe, Villemoyenne, Villeneuve-au-Chemin, La Villeneuve-au-Chêne, Villery, Villette-sur-Aube, Villiers-sous-Praslin, Villy-le-Bois, Villy-le-Maréchal, Virey-sous-Bar, Vosnon, Voué, Vougrey. |

## Démographie
Cette aire est catégorisée dans les aires de 200 000 à moins de 700 000 habitants, une catégorie qui regroupe 23,6 % de la population au niveau national,.